# Хитра Євгенія Антонівна
Євгенія Антонівна Хитра (1930?, село Сушів, тепер Люблінське воєводство, Республіка Польща) — українська радянська діячка, новатор сільськогосподарського виробництва, ланкова колгоспу імені Мічуріна села Садів Торчинського (потім — Луцького) району Волинської області. Депутат Верховної Ради УРСР 4-го скликання.

## Біографія
Народилася в селянській родині. У 1945 році разом із родиною була переселена до села Садова Торчинського району Волинської області. Закінчила сільську школу.
З кінця 1940-х років — ланкова колгоспу імені Мічуріна села Садів Торчинського (потім — Луцького) району Волинської області. Збирала високі врожаї льону.

## Нагороди
- орден «Знак Пошани» (26.02.1958)
- медалі